# Презвитерианство
Презвитерианството е част от реформаторската (калвинистка) традиция в протестантството, която се е отделила от Римокатолическата църква.
Презвитерианските църкви получават името си от презвитерианската форма на църковно управление чрез представителни събрания на презвитерите. Много реформирани църкви са организирани по този начин, но думата презвитериански, когато се пише с главна буква, често се прилага за църквите, чиито корени водят началото си от Шотландската църква или от английските дисидентски групи, формирани по време на Английската гражданска война.
Презвитерианското богословие обикновено набляга на Божия суверенитет, авторитета на Писанията и необходимостта от благодат чрез вяра в Христос. Презвитерианското църковно управление е осигурено в Шотландия чрез Акта за съюз от 1707 г., с който се създава Кралство Великобритания. Всъщност повечето презвитерианци, които се намират в Англия, могат да проследят шотландска връзка, а презвитерианската деноминация е пренесена и в Северна Америка, най-вече от шотландци и шотландско-ирландски имигранти. Презвитерианските деноминации в Шотландия се придържат към реформисткото богословие на Жан Калвин и неговите непосредствени наследници, въпреки че в съвременното презвитерианство има редица богословски възгледи. Местните събрания на църквите, които използват презвитерианска политика, се управляват от сесии, съставени от представители на събранието (старейшини), съборен подход, както и при другите нива на вземане на решения (презвитерий, синод и общо събрание). В света има приблизително 75 милиона презвитерианци.

Корените на презвитерианството са в Реформацията от XVI в., като особено влияние оказва примерът на Женевската република на Жан Калвин. Повечето реформирани църкви, които водят началото си от Шотландия, са или презвитериански, или конгрегационалистки по управление. През ХХ в. някои презвитерианци играят важна роля в икуменическото движение, включително в Световния съвет на църквите. Много презвитериански деноминации са намерили начини за съвместна работа с други реформаторски деноминации и християни от други традиции, особено в Световната общност на реформаторските църкви. Някои презвитериански църкви са влезли в съюзи с други църкви, като конгрегационалистите, лутераните, англиканите и методистите. Презвитерианците в Съединените щати произхождат предимно от шотландски имигранти, шотландско-ирландски имигранти, а също и от общности в Нова Англия, които първоначално са били конгрешански, но са се преориентирали поради договорения План за уния от 1801 г. за граничните райони.

### Ранна история
Основна статия: Християнизация на Шотландия
Презвитерианската традиция, особено тази на Църквата на Шотландия, проследява своите ранни корени до християнската църква, основана от Свети Колумба, чрез Хиберно-шотландската мисия от 6-ти век. Проследявайки своя апостолски произход до Свети Йоан, Culdees практикували християнско монашество, ключова характеристика на келтското християнство в региона, с презвитер, упражняващ „авторитет в рамките на институцията, докато различните монашески институции бяха независими една от друга."  Църквата в Шотландия запази християнския празник Великден на дата, различна от тази на Римския престол и нейните монаси използваха уникален стил на тонзура .  Синодът на Уитби през 664 г. обаче сложи край на тези разграничения, тъй като постанови, „че Великден ще се празнува според римската, а не келтската дата“.  Въпреки че римското влияние започна да доминира в Църквата в Шотландия,  някои келтски влияния останаха в Шотландската църква,  като „пеенето на метрични псалми, много от които се отнасят към старото келтско християнство, шотландски традиционни и народни мелодии", която по-късно се превърна в „отличителна част от шотландското презвитерианско богослужение“.

### Развитие
Презвитерианската история е част от историята на християнството, но началото на презвитерианството като отделно движение възниква по време на протестантската реформация от 16-ти век. Тъй като католическата църква се съпротивлява на реформаторите, няколко различни теологични движения се отделят от църквата и носят различни деноминации.
Презвитерианството е особено повлияно от френския теолог Джон Калвин, на когото се приписва развитието на реформираната теология, и от работата на Джон Нокс, шотландски католически свещеник, който учи с Калвин в Женева и връща реформираните учения в Шотландия. Важно влияние върху формирането на презвитерианството във Великобритания оказа и Джон а Ласко, полски реформатор, основател на Църквата на непознати в Лондон, основана на женевските модели. 
Презвитерианската църква води началото си преди всичко от Шотландия. През август 1560 г. парламентът на Шотландия прие шотландското изповедание като вероизповедание на шотландското кралство. През декември 1560 г. е публикувана Първата книга на дисциплината, която очертава важни доктринални въпроси, но също така установява разпоредби за църковното управление, включително създаването на десет църковни области с назначени суперинтенданти, които по-късно стават известни като презвитерии. 
С течение на времето Шотландската изповед ще бъде изместена от Уестминстърската изповед на вярата и по-големите и по-кратки катехизиси, които са формулирани от Уестминстърската асамблея между 1643 и 1649 г.

## Характеристики
Презвитерианците се разграничават от другите деноминации чрез доктрина, институционална организация (или „църковен ред“) и богослужение; често използвайки „Книга на реда“, за да регулира обичайната практика и ред. Произходът на презвитерианските църкви е в калвинизма. Много клонове на презвитерианството са останки от предишни разделения от по-големи групи. Някои от разцепленията се дължат на доктринални противоречия, докато някои са причинени от несъгласие относно степента, в която ръкоположените в църковна служба трябва да бъдат задължени да се съгласяват с Уестминстърската изповед на вярата, която исторически служи като важен конфесионален документ – второ само към Библията, но насочващи особености в стандартизацията и превода на Библията – в презвитерианските църкви.
Презвитерианците отдават голямо значение на образованието и ученето през целия живот, смекчени с вярата, че никое човешко действие не може да повлияе на спасението.

### Доктрина
Вижте също: Реформирана теология
Презвитерианството е исторически религиозна традиция. Това има две последици. Очевидното е, че религиозните църкви изразяват вярата си под формата на „изповедания на вяра“, които имат известно ниво на авторитетен статут. Това обаче се основава на по-тънка точка: в конфесионалните църкви теологията не е само индивидуален въпрос. Докато отделните хора се насърчават да разбират Писанието и могат да оспорят сегашното институционално разбиране, теологията се извършва от общността като цяло. Именно това общностно разбиране на теологията се изразява в изповедите. 
Възникна обаче спектър от подходи към конфесионализма. Начинът на записване или степента, до която официалните стандарти установяват действителната доктрина на църквата, е практически въпрос. Тоест, решенията, произнесени при ръкополагането и в съдилищата на църквата, до голяма степен определят какво означава църквата, представлявайки цялото, чрез нейното придържане към доктриналния стандарт.
Някои презвитериански традиции приемат само Уестминстърската изповед на вярата като доктринален стандарт, към който се изисква да се придържат обучаващите старейшини, за разлика от Големия и Краткия катехизис, които са одобрени за използване в обучението. Много презвитериански деноминации, особено в Северна Америка, са приели всички Уестминстърски стандарти като свой стандарт на доктрина, която е подчинена на Библията. Тези документи са калвинистки по своята доктринална ориентация. Презвитерианската църква в Канада запазва Уестминстърската изповед на вярата в оригиналната ѝ форма, като същевременно признава, че историческият период, в който е написан, трябва да бъде разбран, когато се чете.
Уестминстърското изповедание е „Основният подчинен стандарт на Църквата на Шотландия“, но „с дължимото внимание на свободата на мнението по точки, които не влизат в същността на вярата“ (V). Тази формулировка представлява многогодишна борба за степента, в която изповедта отразява Божието Слово и борбата на съвестта на онези, които са повярвали, че не са го направили напълно (напр. Уилям Робъртсън Смит). Някои презвитериански църкви, като Свободната църква на Шотландия, нямат такава „клауза за съвестта“.
Презвитерианската църква (САЩ) е приела Книгата на изповеданията, която отразява включването на други реформирани изповедания в допълнение към Уестминстърските стандарти. Тези други документи включват древни вероизповедания (Никейския символ на вярата, Апостолския символ на вярата), реформирани вероизповедания от 16-ти век (Шотландската изповед, Хайделбергският катехизис, Втората хелветска изповед) и документи от 20-ти век (Богословската декларация на Бармен, Изповедта от 1967 г. и Кратка декларация на вярата).
Презвитерианската църква в Канада разработи конфесионалния документ Жива вяра (1984) и го запазва като подчинен стандарт на деноминацията. Той е изповедален по формат, но като Уестминстърската изповед привлича вниманието обратно към оригиналния текст на Библията.
Презвитерианци в Ирландия, които отхвърлиха калвинизма и Уестминстърските вероизповедания, формираха Презвитерианската църква на Ирландия, която не се абонира.
Джон Грешам Мейхен, видният презвитериански богослов и професор по Нов завет в Принстънската семинария между 1906 и 1929 г., поведе бунт срещу модернистичната доктрина в своята Християнство и либерализъм (1923), която критикува теологичния модернизъм. Той твърди, че модернизмът и либералната теология са фалшива религия, претендент, който се прикрива на християнски език – „либерализъм“. Тази религия е смесица от натурализъм, хуманизъм, секуларизъм и сантиментализъм, събрани в едно.

### Поклонение и тайнства

#### Тайнства
Вижте също: Реформираната теология на кръщението и Господната вечеря в Реформираната теология
Презвитерианците традиционно поддържат позицията на богослужението, че има само две тайнства:
- Кръщение, при което те кръщават бебета, както и некръстени възрастни чрез метода на асперсия (пръскане) или афузия (изливане) в името на Отца и Сина и Светия Дух, а не чрез метода на потапяне.
- Господна вечеря (известна също като Причастие), в която презвитерианците вярват в Истинското присъствие на Христос (пневматично присъствие) в духовен смисъл, в хляба и виното чрез Светия Дух, за разлика от местното присъствие като транссубстанциация или консубстанциация.

#### Поклонение
Основна статия: Презвитерианско поклонение
Презвитерианските деноминации, които проследяват своето наследство от Британските острови, обикновено организират църковните си служби, вдъхновени от принципите в Указателя на общественото богослужение, разработен от Уестминстърската асамблея през 1640-те години. Този указател документира реформираните богослужебни практики и теология, възприети и развити през предходния век от британските пуритани, първоначално ръководени от Джон Калвин и Джон Нокс. Той беше приет като закон от шотландския парламент и се превърна в един от основополагащите документи на законодателството на презвитерианската църква на други места.
Исторически, движещият принцип в развитието на стандартите на презвитерианското богослужение е Регулативният принцип на богослужението, който уточнява, че (в богослужението) това, което не е заповядано, е забранено. 
През следващите векове много презвитериански църкви модифицираха тези предписания, като въведоха химнодия, инструментален съпровод и церемониални одежди в богослужението. Въпреки това, няма един фиксиран „презвитериански“ стил на поклонение. Въпреки че има определени служби за Господния ден в съответствие с първия ден събота, може да се намери служба, която да е евангелска и дори възрожденска по тон (особено в някои консервативни деноминации), или силно литургична, доближаваща се до практиките на лутеранството или повече от англиканството (особено там, където се уважава шотландската традиция), [ необходимо е пояснение ] или полуофициално, което позволява баланс между химни, проповядване и участие на конгрегацията (предпочитано от много американски презвитерианци). Повечето презвитериански църкви следват традиционната литургична година и спазват традиционните празници, свещените сезони, като Адвент, Коледа, Пепеляна сряда, Страстната седмица, Великден, Петдесетница и т.н. Те също така използват подходящите сезонни литургични цветове и т.н. Много от тях включват древни литургични молитви и отговори в службите за причастие и следват ежедневен, сезонен и фестивален лекционарий. Други презвитерианци обаче, като реформираните презвитерианци, ще практикуват акапелна изключителна псалмодия, както и ще избягват празнуването на светите дни.
Сред палео-ортодоксалните и нововъзникващите църковни движения в протестантските и евангелските църкви, в които участват някои презвитерианци, духовенството се отдалечава от традиционната черна женевска рокля към такива одежди като алба и риза, но също и расо и надпис (обикновено пълен -дължина надпис в староанглийски стил, който наподобява келтската алба, неопасана литургична туника от стария галикански ритуал), която някои, особено тези, идентифициращи се с Движението за литургично обновление, смятат за по-древна и представителна за по-икуменическо минало.

### Правителство
Основна статия: Управление на презвитерианската църква
Презвитерианското управление е от съвети (все още известни като съдилища в някои страни, като бордове в други) на старейшини. Обучаващите и управляващите старейшини се ръкополагат и се събират в най-ниския съвет, известен като сесия или консистория, отговорен за дисциплината, възпитанието и мисията на местното събрание. Обучаващите старейшини (пастори или служители) носят отговорност за преподаването, богослужението и извършването на тайнства. Пасторите или служителите се призовават от отделните конгрегации. Конгрегацията издава покана за служба на пастор или служител, но тази покана трябва да бъде ратифицирана от местното презвитерство. Пасторът или министърът е обучаващ старейшина и модератор на сесията, но обикновено не е член на събранието; вместо това този човек е член на презвитерството, на което членува дадената църква.
Управляващите старейшини се избират от конгрегацията и се ръкополагат да служат заедно с обучаващите старейшини, като поемат отговорност за подхранването и ръководството на конгрегацията. Често, особено в по-големите конгрегации, старейшините делегират практическите въпроси на сградите, финансите и светското служение на нуждаещите се в конгрегацията на отделна група служители (понякога наричани дякони, които са ръкоположени в някои деноминации). Тази група може да бъде известна като „Дяконски съвет“, „Дяконски съвет“, „Дяконат“ или „Дяконски съд“. Те понякога са известни като „презвитери“ на цялото събрание. От 20-ти век повечето деноминации позволяват на жените да преподават или управляват старейшини.
Над сесиите съществуват презвитерии, които имат областни отговорности. Те са съставени от обучаващи старейшини и управляващи старейшини от всяка от съставните конгрегации. Презвитерството изпраща представители в по-широко регионално или национално събрание, обикновено известно като Общо събрание, въпреки че понякога съществува междинно ниво на синод . Тази схема на конгрегация / презвитериум / синод / общо събрание се основава на историческата структура на по-големите презвитериански църкви, като Църквата на Шотландия или Презвитерианската църква (САЩ); някои органи, като Презвитерианската църква в Америка и Презвитерианската църква в Ирландия, пропускат една от стъпките между конгрегацията и Общото събрание и обикновено пропусканата стъпка е Синодът. Църквата на Шотландия премахна Синода през 1993 г. 
Непрекъснатото изучаване на писанията, теологичните писания и разбирането и тълкуването на църковната доктрина са въплътени в няколко изявления на вярата и катехизиси, официално приети от различни клонове на църквата, често наричани „подчинени стандарти“.

#### Австралия
Вижте също: Списък на презвитерианските деноминации в Австралия
В Австралия презвитерианството е четвъртата по големина деноминация на християнството, като близо 600 000 австралийци твърдят, че са презвитерианци при преброяването на населението на Британската общност от 2006 г. Презвитерианските църкви бяха основани във всяка колония, някои с връзки към Църквата на Шотландия, а други към Свободната църква. Имаше и конгрегации, произхождащи от Обединената презвитерианска църква на Шотландия, както и редица, основани от Джон Дънмор Ланг. Повечето от тези органи се сляха между 1859 и 1870 г. и през 1901 г. формираха федерален съюз, наречен Презвитерианска църква на Австралия, но запазвайки своите щатски събрания. Презвитерианската църква на Източна Австралия, представляваща традицията на Свободната църква на Шотландия, и конгрегациите във Виктория на Реформираната презвитерианска църква, първоначално от Ирландия, са другите съществуващи деноминации, датиращи от колониални времена.
През 1977 г. около 70% от Презвитерианската църква на Австралия, заедно с по-голямата част от Конгрегационалния съюз на Австралия и цялата Методистка църква на Австралазия, се обединяват, за да формират Обединителната църква в Австралия. 30%, които не се обединиха, имаха различни причини да действат така, често културна привързаност, но често консервативни теологични или социални възгледи. Разрешението за ръкополагане на жени, дадено през 1974 г., беше отменено през 1991 г., без да се засягат две или три съществуващи жени-министри [ необходим цитат ] . Одобрението за жените старейшини, дадено през 60-те години на миналия век, е отменено във всички щати с изключение на Нов Южен Уелс, който има най-голямото членство [ необходим е цитат ] . Теологията на църквата сега е като цяло консервативна и реформирана [ нужен цитат ] . Редица малки презвитериански деноминации са възникнали от 1950 г. насам чрез миграция или разкол.

#### Нова Зеландия
В Нова Зеландия презвитерианството е доминиращата деноминация в Отаго и Саутленд, което се дължи до голяма степен на богатото шотландско и в по-малка степен олстърско-шотландско наследство в региона. Районът около Крайстчърч, Кентърбъри, е доминиран философски от англиканската деноминация.
Първоначално е имало два клона на презвитерианството в Нова Зеландия, северната презвитерианска църква, която е съществувала на Северния остров и частите на Южния остров на север от река Уайтаки, и Синодът на Отаго и Южната земя, основан от заселници от Свободната църква в Южен Юг Остров. Двете църкви се сливат през 1901 г., образувайки това, което сега е презвитерианската църква на Аотеароа, Нова Зеландия.
В допълнение към презвитерианската църква на Аотеароа, Нова Зеландия, има и по-консервативна презвитерианска църква, наречена Грейс презвитерианска църква на Нова Зеландия. Много от нейните членове напуснаха до голяма степен либералната PCANZ, защото търсеха по-консервативна църква. Има 17 църкви в цяла Нова Зеландия.